# Revolução de 11 de Setembro de 1922

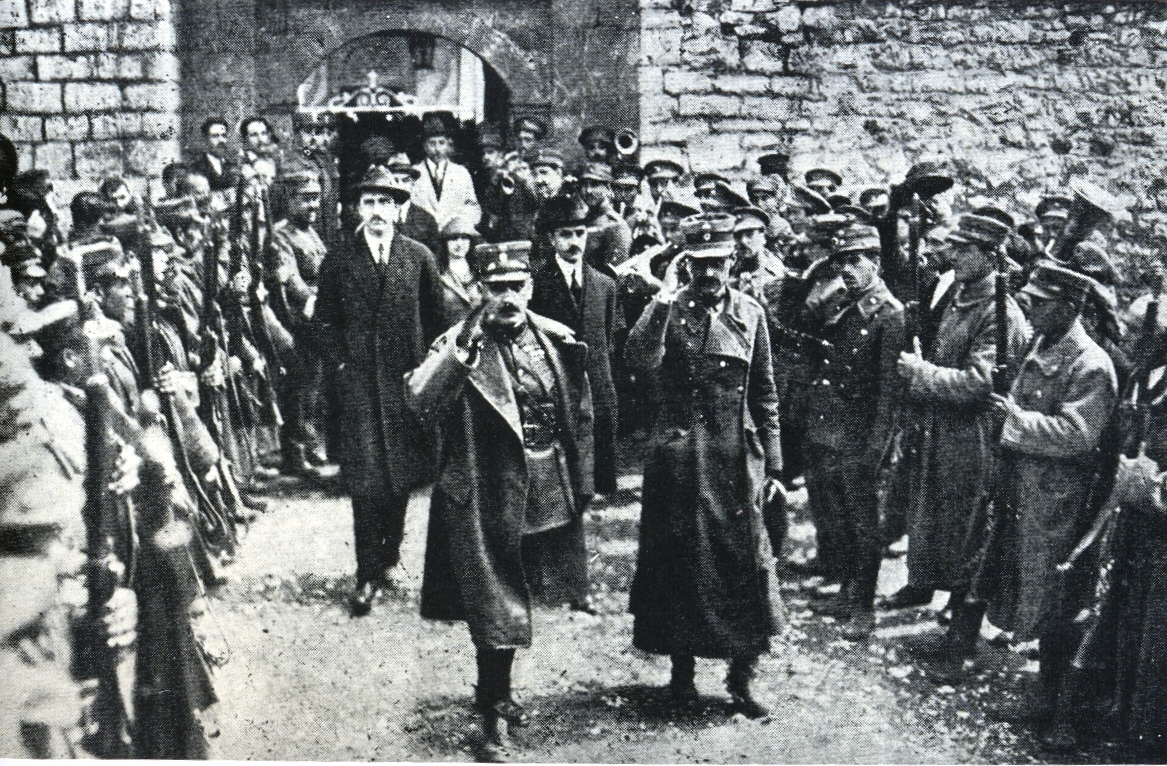
Nikolaos Plastiras, Stylianos Gonatas e Georgios Papandreou, 1922, em Mousounitsa

A Revolução de 11 de Setembro de 1922 (em grego:  Επανάσταση της 11ης Σεπτεμβρίου 1922) ou Golpe de 11 de setembro de 1922 foi um pronunciamento  na Grécia  por parte de alguns oficiais do exército e da marinha grega de inclinações revolucionárias e antidinásticas contra o governo em Atenas após a derrota militar nas mãos da nova República da Turquia na  Guerra de 1919-1923 .
O exército grego tinha acabado de ser derrotado na Campanha da Ásia Menor e fora evacuado da Anatólia para as ilhas gregas do Mar Egeu oriental. O descontentamento entre os oficiais de nível médio e homens que conduziram a campanha pelo governo real transbordou em revolta armada liderada por oficiais pró-venizelistas e anti-monarquistas. O motim se espalhou rapidamente e tomou o poder em Atenas, forçando o rei  Constantino I a abdicar e sair do país, com uma ditadura militar governando o país até principios de 1924, pouco antes a monarquia grega foi abolida e a Segunda República Helênica estabelecida.
A derrota militar e a destruição total das forças gregas na Anatólia haviam alarmado o povo e levou-os a pedir a punição dos responsáveis pela derrota. O governo de Petros Protopapadakis renunciou em 28 de agosto, e o novo governo foi liderado por Nikólaos Triantafillákos.
Em 11 de setembro a revolução foi declarada, com a formação de um Comitê Revolucionário liderado pelos coronéis Nikólaos Plastíras como representante do Exército em Quios, o coronel Stylianos Gonatas como representante do Exército em Lesvos e o Comandante Dimitrios Fokas como representante da Marinha. No dia seguinte, as tropas embarcaram seus navios e se dirigiram para Atenas. Antes de chegar lá, um avião militar fez um manifesto que pedia a renúncia do rei Constantino I, a dissolução do Parlamento, a formação de um novo governo politicamente independente que teria o apoio das alianças da Entente e o reforço imediato da frente de batalha na Trácia Oriental.
Em 13 de setembro, os navios com o exército grego chegaram a Lavrio e no dia seguinte, o rei Constantino renunciou e deixou o país indo para a Itália. Seu filho, Jorge II, foi declarado rei. Em 15 de setembro, as tropas da revolução entraram na cidade de Atenas e bloquearam os esforços que Theodoros Pangalos estava fazendo para tirar proveito da situação e assumir o controle do governo. Em breve um novo governo seria formado, com Sotírios Krokidás como presidente.